# Karsten Brannasch
Karsten Brannasch (ur. 17 sierpnia 1966 w Altdöbern) – niemiecki bobsleista. Złoty medalista olimpijski z Lillehammer.
Urodził się w NRD. Igrzyska w 1994 były jego jedyną olimpiadą, mistrzem olimpijskim został w załodze Haralda Czudaja.